# ジョン・マッシー (第6代マッシー男爵)
第6代マッシー男爵ジョン・トマス・ウィリアム・マッシー（英語: John Thomas William Massy, 6th Baron Massy、1835年8月30日 – 1915年11月28日）は、アイルランド貴族。1876年から1915年までアイルランド貴族代表議員を務めた。豪奢な生活を送り、晩年には財政難に陥った。

## 生涯
第4代マッシー男爵ヒュー・ハモン・マッシー（1793年2月13日 – 1836年9月27日）と妻マティルダ（Matilda、旧姓ホワイト（White）、1799年ごろ – 1883年2月27日、ルーク・ホワイトの娘）の息子として、1835年8月30日に生まれた。
1863年にリートリム県長官を、1873年にリムリック県長官を務め、リートリム県とリムリック県の治安判事と副統監を務めたこともあった。
1874年2月27日に兄ヒュー・ハモン・インゴルズビーが死去すると、マッシー男爵位を継承した。1876年3月14日にアイルランド貴族代表議員に選出され、1915年に死去するまで務めた。貴族院では保守党に属したが、登院することは少なく、弁論で発言することはさらに少なかった。アイルランド自治問題には連合維持の立場であり、1910年のインタビューで自治運動が内戦を引き起こすと述べた。
1915年11月28日にダブリン県キラキーで死去、息子ヒュー・サマセット・ジョンが爵位を継承した。遺体は12月2日にリムリック県カースルコネルに運ばれ、同地で埋葬された。

## 家族と私生活
1863年3月19日、ルーシー・マリア・バトラー（Lucy Maria Butler、1837年11月19日 – 1896年7月25日、第3代キャリック伯爵サマセット・リチャード・バトラーの娘）と結婚、1男2女をもうけた。マッシー男爵と息子との関係は1893年ごろに悪化し、男爵は遺言状で息子に言及せず、何も贈与しなかった。
- ヒュー・サマセット・ジョン（1864年2月15日 – 1926年10月20日） - 第7代マッシー男爵[1]
- ルーシー・マティルダ・アン（1865年5月21日 – 1941年4月8日） - 1889年11月13日、チャールズ・デイヴィス・ギネス（Charles David Guinness、1939年2月7日没）と結婚、子供あり[7]
- マティルダ・イザベラ（1867年8月16日 – 1963年以降） - 1889年11月13日、スペンサー・チャールズ・ヴァンシッタート（Spencer Charles Vansittart、1928年8月9日没）と結婚、子供あり[7]

1876年時点でリートリム県に24,571エーカーの、リムリック県に8,568エーカーの、ティペラリー県に1,120エーカーの領地を所有し合計で年収11,689ポンド相当だった。1883年時点ではリートリム県24,571エーカー、リムリック県8,432エーカー（合算で年収12,101ポンド相当）になった。同年に母が死去すると、ミルフォード・ハウス（Milford House）をエドマンド・マグリン・ラッセル（Edmund Maglin Russell）に売却した。
マッシー男爵はアシュボーン法（1885年）とバルフォア法（1891年施行）を受けて領地の一部売却に同意したが、大不況の最中での売却だったため大きな損失を出しており、ウィンダム法（1903年）まで待っていれば価格が5割以上増になっていたという試算がある。しかも狩猟会やハウスパーティーを頻繁に開催したため出費が重ね、投資した鉄道会社から一度も配当を受けられなかった（マッシー男爵は鉄道会社に10,500ポンド投資したが、男爵が死去した時点で持ち株の価値が131ポンドまで下がった）。また、高級な洋服にこだわりがあり、狩猟会のために自動車を購入した。1912年にラリーン（Lareen）の領地を、1913年に夏の別荘であるマッシー・ロッジ（Massy Lodge）を売却していたことから、晩年には財政難に陥ったことがわかる。
狩猟のほか、鮭釣りを趣味とした。